# Groupe de NGC 5655
Le groupe de NGC 5655 est un trio de galaxies situé dans la constellation du Bouvier. La distance moyenne entre ce groupe et la Voie lactée est d'environ 80,1 Mpc (∼261 millions d'al). 

## Membres
Le tableau ci-dessous liste les trois galaxies du groupe indiquées dans l'article de A.M. Garcia paru en 1993.
Ce trio est aussi mentionné par Abraham Mahtessian.
La liste de Garcia contient cependant les erreurs d'identification que l'on retrouve sur les bases de données Simbad et HyperLeda. La galaxie PGC 51857 y est identifié à NGC 5649 et PGC 51840 est identifié à NGC 5648. Mahtessian ne donne pas de correspondance avec d'autres catalogues, mais il est logique de penser que les mêmes erreurs sont répétées. De plus, il emploie une malheureuse abréviation non conventionnelle qui rend difficile, voire impossible, l’identification des galaxies. La galaxie PGC 9288 y est désignée comme 1426+1405 alors qu'il s'agit de CGCG 1426.6+1405.
| Nom      | Class. | Type         | α (J2000.0)   | δ (J2000.0) | Vitesse radiale (km/s) | m    | Distance (Mpc) | Diamètre (kal) |
| -------- | ------ | ------------ | ------------- | ----------- | ---------------------- | ---- | -------------- | -------------- |
| NGC 5649 | S?     | Spirale      | 14h 30m 32.6s | 14° 01′ 32″ | 5156 ± 1               | 14,6 | 79,3 ± 5,6     | 68             |
| NGC 5655 | Scd?   | Spirale      | 14h 30m 50.9s | 13° 58′ 08″ | 5207 ± 1               | 13,2 | 80,1 ± 5,6     | 99             |
| UGC 9288 | S0     | Lenticulaire | 14h 28m 58.2s | 13° 51′ 43″ | 5265 ± 2               | 13,7 | 80,9 ± 5,7     | 67             |

Le site DeepskyLog permet de trouver aisément les constellations des galaxies mentionnées dans ce tableau ou si elles ne s'y trouvent pas, l'outil du site constellation permet de le faire à l'aide des coordonnées de la galaxie. Sauf indication contraire, les données proviennent du site NASA/IPAC.